# Lee Ah-Reum
Lee Ah-Reum (22 de abril de 1992) es una deportista surcoreana que compite en taekwondo.
Ganó dos medallas en el Campeonato Mundial de Taekwondo en los años 2017 y 2019, y cuatro medallas en el Campeonato Asiático de Taekwondo entre los años 2014 y 2022. En los Juegos Asiáticos consiguió dos medallas en los años 2014 y 2018.

## Palmarés internacional
| Campeonato Mundial  | Campeonato Mundial           | Campeonato Mundial | Campeonato Mundial |
| Año                 | Lugar                        | Medalla            | Categoría          |
| ------------------- | ---------------------------- | ------------------ | ------------------ |
| 2017                | Muju (Corea del Sur)         | Medalla de oro     | –57 kg             |
| 2019                | Mánchester (Reino Unido)     | Medalla de plata   | –57 kg             |
| Juegos Asiáticos    |                              |                    |                    |
| Año                 | Lugar                        | Medalla            | Categoría          |
| 2014                | Incheon (Corea del Sur)      | Medalla de oro     | –57 kg             |
| 2018                | Yakarta (Indonesia)          | Medalla de plata   | –57 kg             |
| Campeonato Asiático |                              |                    |                    |
| Año                 | Lugar                        | Medalla            | Categoría          |
| 2014                | Taskent (Uzbekistán)         | Medalla de oro     | –57 kg             |
| 2016                | Pásay (Filipinas)            | Medalla de plata   | –57 kg             |
| 2018                | Ciudad Ho Chi Minh (Vietnam) | Medalla de bronce  | –57 kg             |
| 2022                | Chuncheon (Corea del Sur)    | Medalla de plata   | –57 kg             |